# Apiaí (kommun)
Apiaí är en kommun i Brasilien.   Den ligger i delstaten São Paulo, i den södra delen av landet, 1 000 km söder om huvudstaden Brasília. Antalet invånare är 25 196.
Följande samhällen finns i Apiaí:
- Apiaí

I omgivningarna runt Apiaí växer i huvudsak städsegrön lövskog. Runt Apiaí är det ganska glesbefolkat, med 34 invånare per kvadratkilometer.